# Powervolley Milano
La Powervolley Milano è una società pallavolistica maschile italiana, con sede a Milano: milita nel campionato di Superlega.

## Storia
La società Powervolley Milano nasce nel 2010 ed ottiene il diritto di partecipazione al campionato di Serie B2 2010-11 grazie all'acquisto del titolo sportivo dal Parabiago: la prima annata si conclude con una immediata promozione in Serie B1; tuttavia la società cede i diritti e cessa ogni tipo di attività sportiva.
Nel 2012 il club viene rifondato assumendo la denominazione di Powervolley Milano: disputa nella stagione 2012-13 il campionato di Serie B1. Nel 2013 acquista il titolo sportivo dalla Volley Lupi Santa Croce e viene quindi ammessa in Serie A2, giocando nell'annata 2013-14 il suo primo torneo nella pallavolo professionistica.
Nell'estate 2014 un doppio scambio di titoli tra la Callipo Sport e la Powervolley Milano, porta i calabresi a disputare la Serie A2 ed i lombardi la Superlega 2014-15. Nella stagione 2017-18 partecipa per la prima volta alla Coppa Italia, uscendo agli ottavi di finale. Grazie ai risultati ottenuti nella stagione 2018-19, partecipa per la prima volta ad una competizione europea, ossia alla Challenge Cup 2019-20: tuttavia la competizione viene interrotta a seguito del diffondersi della pandemia di COVID-19 quando il club milanese era giunto alle semifinali. Nella stagione 2020-21 partecipa nuovamente alla Challenge Cup, vincendola, battendo nella doppia finale lo Ziraat Bankası.

## Rosa 2025-2026
| N° | Nome                 | Ruolo | Data di nascita  | Nazionalità sportiva |
| -- | -------------------- | ----- | ---------------- | -------------------- |
| 2  | Matteo Staforini     | L     | 23 maggio 2003   | Italia               |
| 3  | Francesco Recine     | S     | 7 febbraio 1999  | Italia               |
| 4  | Tommaso Ichino       | S     | 5 giugno 2004    | Italia               |
| 5  | Damiano Catania      | L     | 28 marzo 2001    | Italia               |
| 7  | Ferre Reggers        | O     | 18 luglio 2003   | Belgio               |
| 9  | Leonardo Barbanti    | P     | 9 maggio 2006    | Italia               |
| 10 | Veikka Lindqvist     | O     | 13 novembre 2003 | Finlandia            |
| 12 | Seppe Rotty          | S     | 12 marzo 2001    | Belgio               |
| 13 | Alessandro Benacchio | C     | 3 gennaio 2007   | Italia               |
| 14 | Fernando Kreling     | P     | 13 gennaio 1996  | Brasile              |
| 15 | Tatsunori Ōtsuka     | S     | 5 novembre 2000  | Giappone             |
| 16 | Gabriele Di Martino  | C     | 20 luglio 1997   | Italia               |
| 17 | Federico Argano      | S     | 10 marzo 2008    | Italia               |
| 18 | Edoardo Caneschi     | C     | 26 gennaio 997   | Italia               |

## Palmarès
- Challenge Cup: 1

2020-21